# プリズン・エスケープ 脱出への10の鍵
『プリズン・エスケープ 脱出への10の鍵』（プリズンエスケープ だっしゅつへのじゅうのかぎ、Escape from Pretoria）は2020年のイギリス・オーストラリア のスリラー映画。監督はフランシス・アナン、出演はダニエル・ラドクリフとダニエル・ウェバーなど。
ティム・ジェンキンが2003年に上梓したノンフィクション『Inside Out: Escape from Pretoria Prison』を原作とし、アパルトヘイト体制下の南アフリカ共和国を舞台に、難攻不落の刑務所に投獄された活動家が集団脱獄に挑戦した実話を描いている。

## ストーリー
1978年、南アフリカ共和国。ティム・ジェンキンとスティーヴン・リーはアパルトヘイトの撤廃を訴えるパンフレットを頒布したために逮捕されてしまう。2人は白人でありながら、黒人解放を訴えた罪を問題視され、それぞれ懲役12年と懲役8年という長期刑が科され、プレトリア中央刑務所に服役することになった。
収監後、2人は反アパルトヘイトの運動に従事して投獄されたデニス・ゴールドバーグらと親しくなり、集団での脱獄を計画し始める。しかし、刑務所は非常に厳重に守られており、高い壁からの脱出は不可能であり、トンネルを掘ることもできない。脱獄している所を見つかれば、看守塔の見張りに射殺されるか、運よく生きたまま捕まっても25年の刑期延長になってしまう。
密談を重ねた末、木工の作業を課されていたティムは監視の目を盗み、刑務所の鍵を木で複製することにした。看守にマークされながらも追及を躱して、数十本もの鍵を作成してトライアル＆エラーを重ね、1本ずつ鍵穴に合う鍵を作成していき、ついに唯一の脱出ルートまでの鍵をすべて作成することに成功する。
脱獄決行の日になり、レオナール・フォンテーヌを合わせたティムたち3人は、お手製の鍵で脱獄を試みる。しかし、隠れ場所だった倉庫に看守がトイレ用品を取りに来たり、鍵が鍵穴に合わなかったりと次々とトラブルが発生する。最後のドアを強引に破壊して、外に出た3人は看守塔の見張りを躱して、黒人専用のタクシーに乗り込み、ついに刑務所からの脱獄に成功するのであった。

## キャスト
※括弧内は日本語吹替声優。
- ティム・ジェンキン（英語版）: ダニエル・ラドクリフ（小野賢章）
- スティーヴン・リー（英語版）: ダニエル・ウェバー（英語版）（杉山紀彰）
- デニス・ゴールドバーグ（英語版）: イアン・ハート（菊池康弘）
- レオナール・フォンテーヌ（英語版）: マーク・レナード・ウィンター（英語版）（荒井勇樹）
- モンゴ: ネイサン・ペイジ（英語版）
- シュネペル: グラント・パイロ（英語版）
- ヴァン・ザデルホフ: アダム・オヴィディア
- ジェレミー・クローニン: アダム・トゥオミネン（英語版）
- 囚人: ティム・ジェンキン ※エキストラとしての出演。

## 製作
2017年5月17日、ダニエル・ラドクリフが起用されたとの報道があった。21日、サム・ニールの出演が決まったと報じられたが、後に降板することになり、その代役としてイアン・ハートが起用された。2019年3月、本作の主要撮影がオーストラリアのアデレードで始まった。12月11日、デヴィッド・ハーシュフェルダーが本作で使用される楽曲を手掛けることになったと報じられた。2020年3月6日、フィルムトラックスが本作のサウンドトラックを発売した。

## マーケティング
2019年3月13日、本作の劇中写真が初めて公開された。12月11日、本作のオフィシャル・トレイラーが公開された。

## 評価
本作は批評家から好意的に評価されている。映画批評集積サイトのRotten Tomatoesには28件のレビューがあり、批評家支持率は75%、平均点は10点満点で6.59点となっている。サイト側による批評家の見解の要約は「『プリズン・エスケープ 脱出への10の鍵』は実話の重みを十分に表現できていない。しかし、脱獄シーンが観客の心を掴むものに仕上がっているため、そうした欠点を相殺できている。」となっている。また、Metacriticには6件のレビューがあり、加重平均値は58/100となっている。